# Portanxil
Portanxil (en gallego y oficialmente, O Portanxil) es una aldea española situada en la parroquia de Trasmonte, del municipio de Ames, en la provincia de La Coruña, Galicia.

## Demografía
| Gráfica de evolución demográfica de Portanxil entre 2000 y 2018 |
|                                                                 |
| Datos según el nomenclátor publicado por el INE.                |